# Adam Thompstone

a Compétitions nationales et continentales officielles uniquement.

Dernière mise à jour le 6 juin 2021.
Adam David Thompstone, né le 4 septembre 1987 à Epsom, est un joueur anglais de rugby à XV évoluant au poste de centre ou d'ailier. Il joue avec les Leicester Tigers entre 2012 et 2020.

## Biographie
Adam Thompstone joue avec le club de Leicester après être passé par les Harlequins et les London Irish.
Il fait partie en 2014 de l'équipe réserve de l'Angleterre, les England Saxons,.